# ビブリオテーカ＝イタリアーナ
ビブリオテーカ＝イタリアーナ(イタリア語: Biblioteca Italiana）は、1816年にオーストリア帝国支配下のロンバルド＝ヴェネト王国で刊行されていた文芸や科学、思想などを取り扱う雑誌である。特に文芸ではロマン主義と古典主義の間で激しい論争を呼び起こし、イタリア統一運動初期の主要な文化的議論の舞台となった。

## 歴史

### 背景

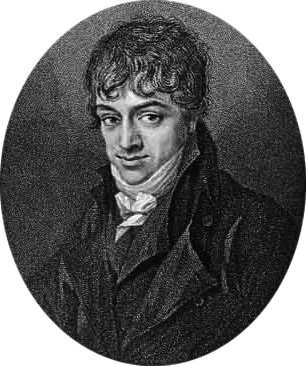
代表者であるジュゼッペ・アチェールビ

1805年から1814年にかけて、ナポレオン体制下で成立したイタリア王国の首都となったミラノには、イタリア半島最高の文学的および知的財産が集積し、学術の拠点となった。1814年8月にはフランスの小説家スタンダールが文学的隆盛を極めるミラノに到着し、またイタリアの詩人シルヴィオ・ペッリコはミラノにて悲劇『フランチェスカ・ダ・リミニ』（『Francesca da Rimini』）を出版して反響を呼んでいた。そのほかにもウーゴ・フォスコロ、トンマーゾ・グロッシ、ヴィンチェンツォ・モンティ、ピエトロ・ジョルダーニ、カルロ・ポルタ、ジョビータ・スカルビーニ、ジャン・ドメニコ・ロマニョーシなどの文学者が集結しており、また大成する以前のアレッサンドロ・マンゾーニ、ピエトロ・ボルシェーリ、ルドヴィーコ・ディ・ブレーメ、ピエトロ・ボルシェーリ、ジョバンニ・ベルシェなどがミラノで経験を積んでいた。彼らは程度の差はあれど愛国的な文学を創作し、イタリア文学の発展に寄与している。

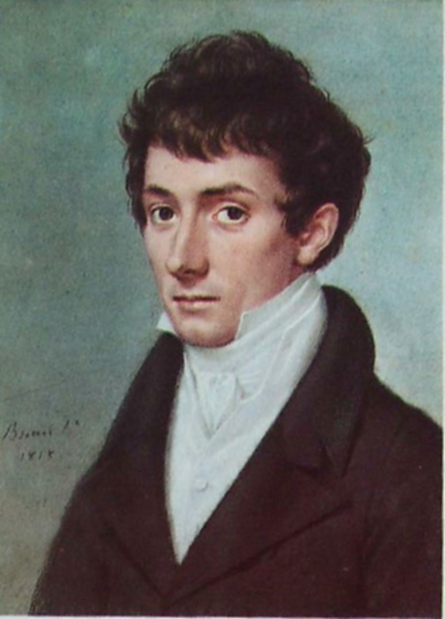
弾圧の犠牲となったトンマーゾ・グロッシ

しかしウィーン体制成立後、愛国的文学者が集まるミラノはオーストリア帝国を構成するロンバルド＝ヴェネト王国の首都となった。ミラノではオーストリア帝国からの分離独立機運やイタリア統一機運が高まる事が無いよう検閲や言論統制が実施され、イタリア王国時代の自由で高度な学術性は失われた。1816年にはトンマーゾ・グロッシがイタリア王国の財務大臣を務めたジュゼッペ・プリーナの伝記『プリネイデ』をミラノ方言で出版したが、それはオーストリア皇帝の支配に対し否定的であるとして逮捕され、二日間の懲役を言い渡された。
そのような情勢下にいても、オーストリア帝国は苛烈な弾圧には踏み切らなかった。ミラノは当時のヨーロッパにおいても有数の大都市であり、苛烈な弾圧の結果ひとたび蜂起が起こればオーストリア帝国の脅威となる可能性があった。またロンバルド＝ヴェネト王国はベネチアといった重要な港湾を有していて、交易面で現地人との対立はオーストリア帝国にとってもマイナスであった。そのため、オーストリア帝国は弾圧ではなく緩やかな思想の浸透が目指され、ジュゼッペ・アチェールビを中心として「ビブリオテーカ＝イタリアーナ」が創刊された。

### 発刊

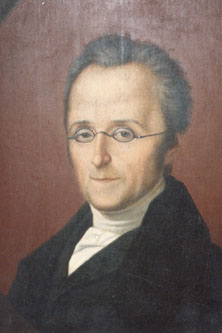
ビブリオテーカ＝イタリアーナ誌を脱退したシルヴィオ・ペッリコ

オーストリア帝国は高圧的な検閲などを行う代償として愛国的性格を持った文学者たちを糾合し、「ビブリオテーカ＝イタリアーナ」を創刊させた。イタリア語での執筆が認められたこれは、ドイツ文学などひろく外国文学への関心を養うことによって、イタリア文学やイタリアの文学的伝統に対する固執をやめさせて、ひいては反ゲルマン的民族感情を忘れさせる効果が狙われた。イタリア思想の弾圧ではなく、ゲルマン思想の浸透を目的としたものだったのである。
しかしビブリオテーカ＝イタリアーナ誌の発刊は却って裏目に出る事となった。雑誌内で紹介された外国文学を通じて、当時ドイツやフランスなどに広まりつつあったロマン主義の風潮がイタリアに伝えられたのである。ビブリオテーカ＝イタリアーナ誌は元来、権威主義的な古典主義を重視して言論が展開されていたが、これによりロマン主義と古典主義とで執筆者の間に論争が生まれた。そしてロマン主義者の意見はやがてイタリアの愛国的文学や愛国的思想と結びついてシルヴィオ・ペッリコなどがビブリオテーカ＝イタリアーナ誌を脱退。やがて彼はフェデリーコ・コンファロニエリや起業家ルイージ・ポロ・ランベルテンギの支援を受けて『コンチリアトーレ』誌が創刊してイタリアにおけるロマン主義の中心となった。
その後も検閲も受けながらもビブリオテーカ＝イタリアーナ誌は文学や科学技術、思想についてを論じる雑誌として存続していた。しかしロマン主義者の脱退はその影響力を大きく損なうことに繋がり、1820年代以降は活発な議論が行われなくなる。1859年には、オーストリア帝国はミラノ市民の親ゲルマン的思想形成に失敗したとしてビブリオテーカ＝イタリアーナ誌を廃刊とした。